# Albània
|  | Per a altres significats, vegeu «Albània del Caucas». |

Albània (en albanès, Shqipëria o Shqipëri) és una república d'Europa, situada a la zona dels Balcans. Limita al nord amb Montenegro, al nord-est amb Kosovo, a l'est amb Macedònia del Nord, al sud amb Grècia, a l'oest amb la mar Adriàtica i al sud-oest amb la mar Jònica. La capital n'és Tirana, amb 400.000 habitants, i les ciutats principals en són Durrës, Elbasan, Vlorë i Shkodër, que tenen pels volts dels 100.000 habitants.

## Etimologia
El nom autòcton del país, Shqipëria, que significa 'Terra de les àguiles', fou adoptat a partir de la rebel·lió contra els turcs dirigida per Gjergj Kastriot ("Skanderbeg") el 1433. En aquella època, la població lliure del territori va adoptar el gentilici de shqipëtar, ja que la bandera usada per Skanderbeg tenia com a emblema principal l'àguila imperial bicèfala heretada dels romans d'Orient. El nom Albània, en canvi, és aliè als nadius i deriva del llatí, que al·ludia al país d'elevades muntanyes, blanquejades per la neu (en l'antiguitat, se li donava el nom d'Albània a una gran part del Caucas).

## Història
El poble més antic conegut que va habitar l'actual territori d'Albània va ser el dels il·liris, dels quals els shqipëtars o albanesos són descendents directes. Al sud hi havia la tribu epirota dels caonis.
Els grecs colonitzaren les costes i el sud del territori, que va quedar en gran part inclòs dintre de l'Epir. Sovint, els il·liris efectuaven incursions als estats hel·lenístics de Molòssia, Peònia i fins i tot la Macedònia. L'any 35 aC, els romans en van conquerir els llocs més accessibles i civilitzats i hi van formar les províncies de l'Illyricum i l'Epir, tot i que els territoris més muntanyencs i remots mai no van arribar a estar sota control de l'Imperi Romà, la qual cosa explica en gran manera la pervivència de l'idioma albanès, que és l'única llengua supervivent de la branca Albanoide, que pertany al grup Paleo-balcànic.
Sota els romans, Il·líria va conèixer una època de pau i prosperitat. La principal ruta comercial entre Roma i Constantinoble, la Via Egnatia, discorria entre Epidamnos/Durrës i Tessalònica. Els il·liris, igual que els grecs, van conservar la seva llengua i les seves tradicions durant el domini romà. Quan l'Imperi Romà va quedar dividit l'any 395 dC, els il·liris van ser assimilats per l'Imperi Romà d'Orient. Durant els segles v i vi, van confluir amb pobles itinerants com els visigots, huns, ostrogots, i van acabar sent veïns (al nord i a l'est) dels eslaus, que van assimilar en aquestes zones els il·liris o macedonis.
Les àrees controlades abans per grecs i romans van passar després a formar part de l'Imperi Romà d'Orient. Van ser envaides pels eslaus al segle vi i a aquests els van seguir els búlgars, que van annexar part del país a l'Imperi búlgar al segle ix. Després va sorgir el Despotat de l'Epir, governat per prínceps d'origen grec. A l'acabament de l'edat mitjana, els turcs otomans van envair la península Balcànica (1385).
Skanderbeg va unir els principats albanesos en una aliança militar i diplomàtica, la Lliga de Lezhë, el 1444 i Mehmet II no va tenir èxit en els seus esforços per sotmetre Albània mentre Skanderbeg era viu, tot i que en dues ocasions (1466 i 1467) va dirigir ell mateix els exèrcits otomans contra Krujë. Skanderbeg va dirigir en nom dels albanesos les lluites conjuntes de serbis, búlgars, romanesos i altres pobles de la zona contra els turcs otomans, i es convertí en l'heroi nacional i en una icona de la lluita contra l'invasor islàmic, però després de la seva mort el 1468 els albanesos no van poder trobar cap líder per substituir-lo, i Mehmed II finalment va conquerir Krujë i Albània el 1478. Vivaldi li va dedicar una òpera a Skanderbeg, amb el mateix nom. D'aquesta època, daten els primers documents escrits en llengua albanesa, en alfabet ciríl·lic.
Albània va ser independent fins al 1479, deu anys després de la mort de Gjergj Kastriot, però Turquia, després de ferotges matances, va assolir el control del territori, que va retenir fins al 1912. En aquest llarg període d'ocupació, van succeir diversos fets determinants per a l'actual cultura albanesa: gran part de la població urbana es va exiliar, principalment al sud d'Itàlia (els arbëreshë), mentre que la majoria de la població que es va mantenir dins el país va ser convertida a l'islam al llarg dels set segles d'ocupació. Després de la conversió a l'islam de gran part dels albanesos, en part per interès i en part per supervivència, aquests es van convertir en un poble privilegiat i lleial a l'Imperi Otomà: aconseguí alts càrrecs en l'administració de l'imperi (com els Köprülü, Ali Pasha de Tepelen o Mehemet Ali) i també com a forces de xoc que posseïen els turcs per a mantenir el control sobre Grècia, Sèrbia, el territori de l'actual Macedònia del Nord i Bulgària. L'emigració de part de la població sèrbia de l'actual Kosovo va portar als albanesos a fer-se majoritaris en aquesta regió.
Les revoltes albaneses a Shkodër i al sud d'Albània de 1833-1839 van tenir lloc com a reacció contra la nova política centralitzadora de l'administració otomana. El govern otomà va acceptar les peticions dels rebels i va substituir l'impopular governador Namik Paixà per un altre funcionari i va declarar una amnistia, però les promeses foren incomplides i el 1834 tornà a haver un aixecament. Després d'importants combats els rebels es van retirar a les muntanyes i, per calmar la situació, el govern otomà va transferir el governador otomà Hafiz Pasha i va cancel·lar el servei militar per a les regions rebels. L'estiu de 1836 va començar un nou aixecament a Vlorë i el 1837 a Muzeqe. Van derrotar les forces otomanes a Berat, però en una segona batalla a Frakull van ser derrotats per una nova força otomana superior. Alush bey Frakulla i altres líders locals van ser capturats i condemnats a treballs forçats. L'agost de 1839 es va produir un nou aixecament a Berat que es va estendre per totes les regions de Sanjaq de Vlorë. Els líders rebels van enviar una petició al sultà Abdul Medjit perquè tingués funcionaris albanesos a l'administració i que posés a Ismail Pasha, nebot d'Alí Paixà de Janina, com a governador general. El setembre de 1839 els rebels van capturar el castell i una vegada més el govern otomà va ajornar l'aplicació de les reformes a Albània.
El 1912, davant les successives derrotes que van sofrir els turcs als Balcans, Albània va obtenir de fet la independència, encara que es temia l'amenaça de l'expansionisme austríac i el dels estats veïns, Itàlia, Grècia, Sèrbia, Montenegro. Entre 1914 i 1918, durant la Primera Guerra Mundial, l'empobrit territori albanès va ser camp de batalla entre les forces de l'Entente Cordiale i les dels autoanomenats imperis centrals. En acabar la guerra, es ratificà el control serbomontenegrí sobre Kosovo i les zones de majoria albanesa de la Macedònia septentrional. Grècia va obtenir fins a la Segona Guerra Mundial el control de l'Epir del Nord, al mateix temps que deportava o obligava a l'hel·lenització les nombroses comunitats albaneses existents al territori grec clàssic (és a dir, al sud de la línia d'Estrabó). El 1918, a Argiròpolis, malgrat que aquesta ciutat es trobava a la zona de control grec, es va proclamar la independència formal d'Albània, tot i que l'«Albània independent» aviat va passar a ser, en la pràctica, un protectorat italià sota el comandament inicial d'Ahmet Zogu.
Entre 1928 i 1943 Albània va ser una monarquia. Els reis foren:
- Ahmet Zogu, Zog I d'Albània (1928-1939)
- Víctor Manuel III d'Itàlia (1939-1943)

Actualment, el pretendent al tron és Leka II.
Després del final de la Segona Guerra Mundial, el Partit Comunista, creat el 1941 sota la influència dels bolxevics, va prendre el control de l'estat albanès sota el lideratge d'Enver Hoxha, que havia combatut en la resistència, qui proclamà la República Popular d'Albània. Durant algunes dècades sota el seu domini, Hoxha va establir i va trencar les relacions amb diversos estats socialistes. El país va estar aïllat primer d'Occident, però aviat ho va set de l'esfera soviètica: Hoxha va fer una dura crítica a Khrusxov, va trencar relacions amb la Unió de Repúbliques Socialistes Soviètiques (URSS) i va començar un acostament a la República Popular de la Xina.
El 1985 va morir Enver Hoxha i Ramiz Alia va assumir el seu lloc. Inicialment, Alia va intentar seguir els passos d'Hoxha, però els canvis a l'Europa de l'Est ja havien començat: Mikhaïl Gorbatxov havia aparegut a l'URSS amb noves polítiques (Glasnost i Perestroika). Els règims leninistes eren pressionats pels Estats Units (EUA) i Europa. Després que Nicolae Ceauşescu (líder comunista de Romania) fos executat en una revolució, Alia ratificaria el tractat de Hèlsinki (que havia estat signat per altres estats el 1975), pel qual es comprometia a modificar la legislació en matèria civil. Van ser convocades eleccions pluripartidistes, que va guanyar el Partit Demòcrata el 1992, amb el 62% dels vots.
A les eleccions generals de juny del 1996, el Partit Demòcrata va intentar guanyar amb majoria absoluta i va manipular els resultats. El 1997 el frau va implicar el govern sencer i van començar uns intensos avalots. Algunes ciutats van ser controlades per la milícia i per ciutadans armats. Aquest caos i rebel·lió va causar que el Partit Socialista guanyés les primàries de 1997. Des de 1990, Albània ha estat orientada cap a Occident, va ser acceptada al Consell d'Europa (1995) i ha demanat formar part de l'OTAN, amb la qual va signar el protocol d'adhesió el 9 de juliol del 2008. La força laboral d'Albània va seguir emigrant a la Unió Europea (UE) i Amèrica del Nord. La corrupció dintre del govern s'està tornant cada vegada més notòria.

## Política
Albània és una república parlamentària democràtica representativa, mitjançant la qual el primer ministre és el cap de govern. El poder executiu és exercit pel govern. El poder legislatiu li és conferit al parlament, anomenat l'Assemblea d'Albània (Kuvendi i Republikës së Shqipërisë).

## Geografia

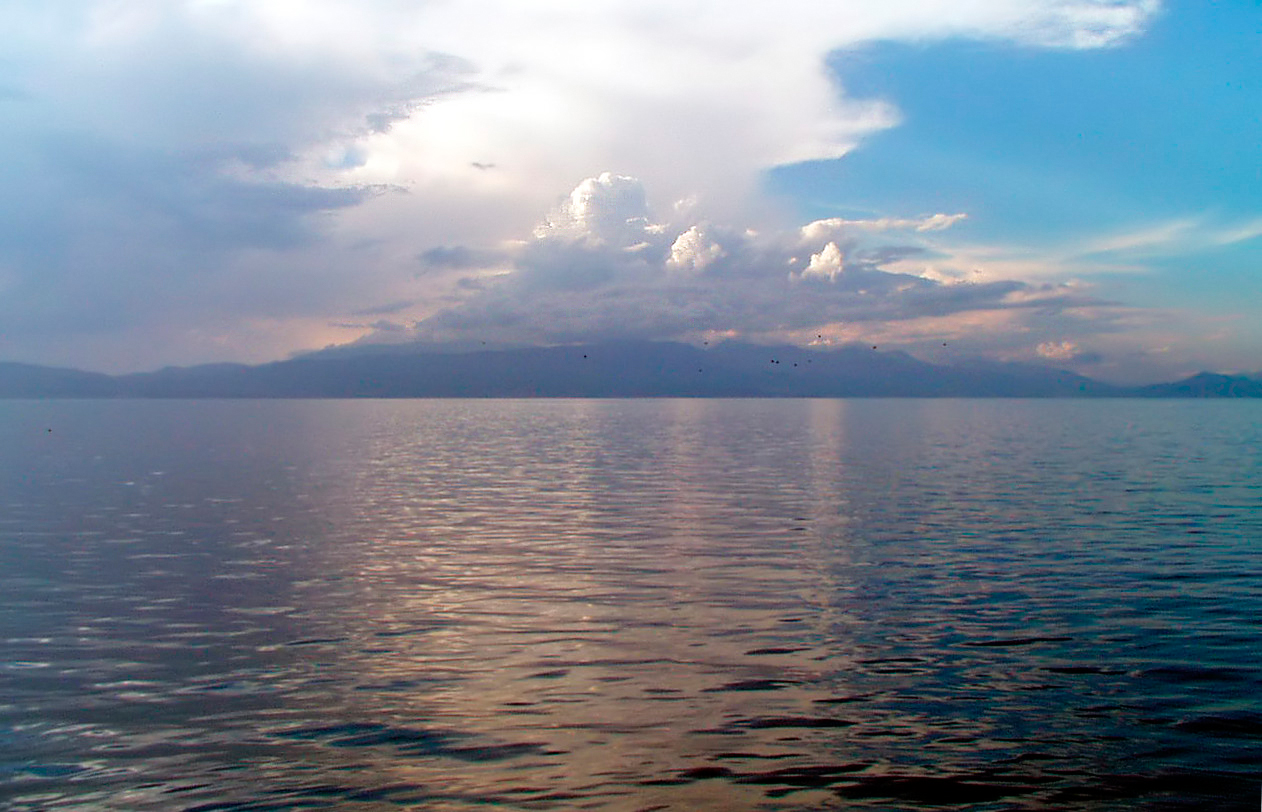
Llac Ohrid

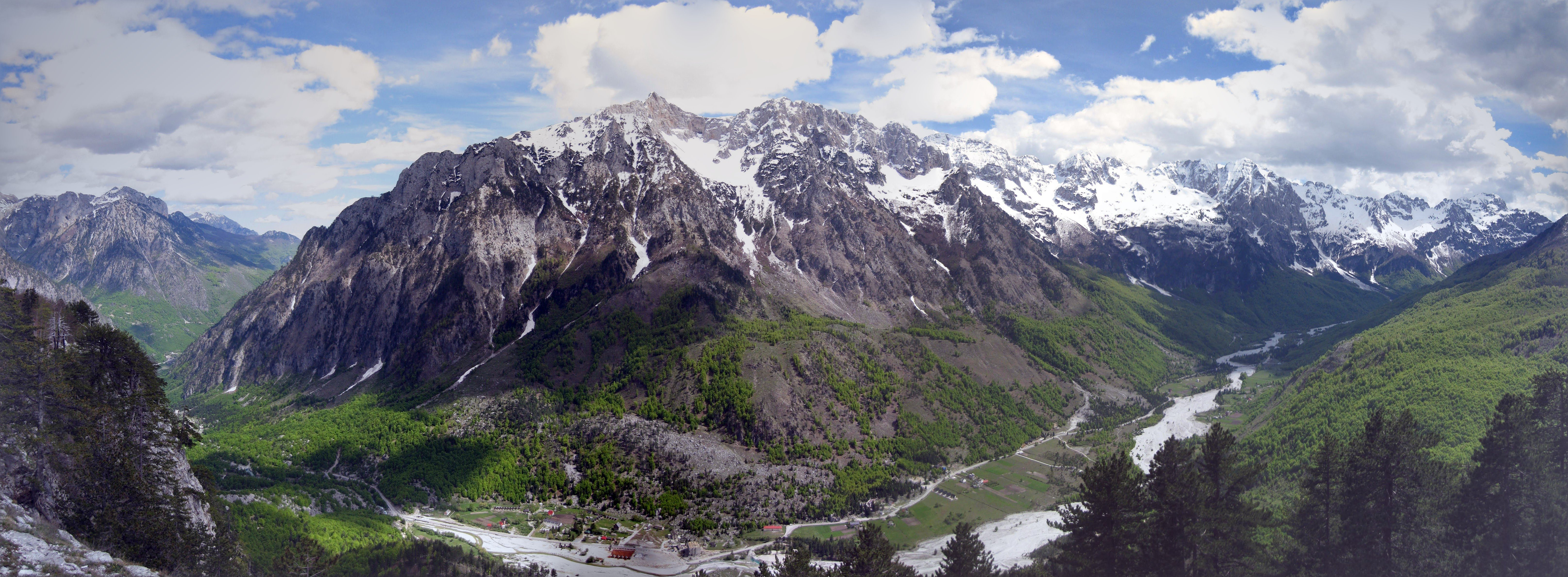
Els Alps albanesos són una extensió i alhora la secció més alta dels Alps Dinàrics.

Albània té una superfície de 28.748 km², més petita que la de Catalunya (31.895 km²), i es troba a la península balcànica al sud i sud-est d'Europa. La seva línia de costa mira a la mar Adriàtica al nord-oest i a la Mar Jònica al sud-oest al llarg de la mar Mediterrània. Albània es troba entre les latituds 42° i 39° N i les longituds 21° i 19° E. El seu punt més al nord és Vërmosh a 42° 35' 34" de latitud nord; el més al sud és Konispol a 39° 40' 0" de latitud nord; el punt més occidental és Sazan a 19° 16' 50" de longitud oriental; i el punt més oriental és Vërnik a 21° 1' 26" de longitud est. El punt més alt és el mont Kòrab amb 2764 m per sobre de l'Adriàtic; el punt més baix és el mar Mediterrani a 0 m. La distància d'est a oest és de 148 km i de nord a sud uns 340 km.
Albània és un estat molt muntanyenc, amb altures generalitzades de més de 1.000 metres. Les terres baixes només ocupen 1/7 del país i es redueixen a la plana litoral i a valls molt estretes. Els seus principals rius són el Drin, el Vjosë, l'Shkumbin, el Seman i el Devoll. La costa del mar Adriàtic és retallada, esquitxada per golfs i caps; en total té uns 450 km de litoral, incloent-hi el del mar Jònic. Les terres costaneres gaudeixen d'un clima mediterrani, amb temperatures mitjanes anuals pels volts dels 16 °C. En canvi, a l'interior es torna de clima continental, amb mitjanes anuals de 10 °C i bruscs contrasts de temperatures al llarg de l'any. En algunes zones muntanyenques les precipitacions superen els 2.000 mm. La vegetació mediterrània amb maquis i coníferes destaca a la franja litoral, mentre que a l'interior muntanyenc predominen boscos de coníferes i caducifolis.
Per a un país petit, gran part d'Albània s'aixeca en muntanyes i turons que corren en diferents direccions al llarg i ample del seu territori. Les serralades més extenses són els Alps albanesos al nord, les muntanyes Kòrab a l'est, les muntanyes Pindos al sud-est, les muntanyes Ceraunia al sud-oest i les muntanyes Skanderbeg al centre.
Potser la característica més destacable del país és la presència de nombrosos llacs importants. El llac Skadar és el llac més gran del sud d'Europa i situat al nord-oest. Al sud-est s'aixeca el llac d'Okhrida, que és un dels llacs més antics que existeixen al món. Més al sud s'estén el llac gran i petit de Prespa, que es troben entre els llacs més alts dels Balcans. Els rius neixen principalment a l'est d'Albània i desemboquen al mar Adriàtic, però també al mar Jònic en menor mesura. El riu més llarg del país, mesurat des de la seva desembocadura fins al seu naixement, és el Drin que neix a la confluència de les seves dues capçaleres, el Drin Drin Negre i Blanc. El Viosa representa un dels últims grans sistemes fluvials intactes d'Europa.

## Organització politicoadministrativa

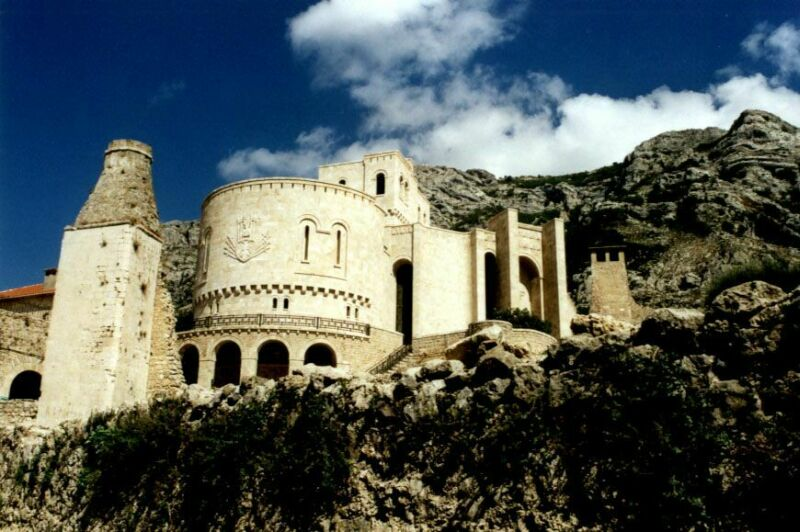
Castell de Krujë

Albània és dividida en 12 qarku (comtats) o prefektura (prefectures), que estan subdividits en 36 rrethe (districtes). La capital, Tirana, té un estatut especial. Els districtes d'Albània són:
| - 1 Berat - 2 Bulqizë - 3 Delvinë - 4 Devoll - 5 Dibër - 6 Durrës - 7 Elbasan - 8 Fier - 9 Gjirokastër - 10 Gramsh - 11 Has - 12 Kavajë | - 13 Kolonjë - 14 Korçë - 15 Krujë - 16 Kuçovë - 17 Kukës - 18 Kurbin - 19 Lezhë - 20 Librazhd - 21 Lushnjë - 22 Malësi e Madhe - 23 Mallakastër - 24 Mat | - 25 Mirditë - 26 Peqin - 27 Përmet - 28 Pogradec - 29 Pukë - 30 Sarandë - 31 Shkodër - 32 Skrapar - 33 Tepelenë - 34 Tirana - 35 Tropojë - 36 Vlorë | Districtes d'Albània |

## Economia

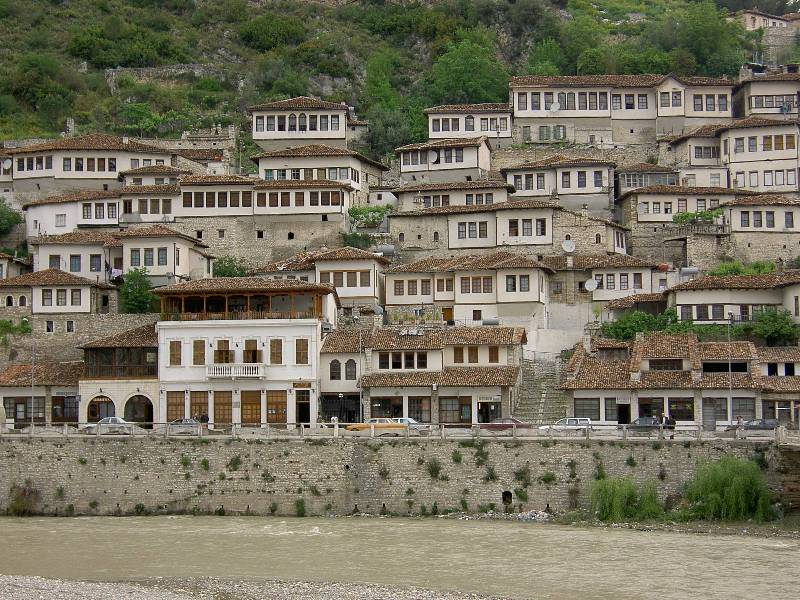
Berat

Albània és el país on més ha persistit el règim comunista d'economia centralitzada i estatalitzada de tot Europa. Sobre una base centrada en l'agricultura i la mineria, amb grans centrals siderúrgiques, escàs comerç exterior i unes infraestructures absolutament insuficients, les tímides reformes iniciades el 1985 van desembocar en un dur ajustament econòmic en la dècada dels noranta. Amb una tecnologia antiquada, els indicadors econòmics van caure sensiblement, amb descensos en la producció industrial entre el 55% i 60%, abandó d'empreses i emigració cap a altres estats com Itàlia. La reducció de la producció va arribar també a l'agricultura, on les col·lectivitats van ser preses pels camperols, que crearen una economia de subsistència familiar que no produïa excedents. En l'actualitat, els ajustaments del 1992, després de les primeres eleccions pluripartidistes, han engegat de nou una part de la indústria pesant, han estès les zones de cultiu (amb inversió estrangera en el regadiu i en l'aportació de maquinària) i el sector bancari ha millorat notablement.
No obstant això, hi persisteixen greus problemes: els indicadors econòmics mostren una economia dependent en un 85% de l'agricultura i la mineria, amb nul·les infraestructures suficientment operatives. Els programes que té signats Albània amb la Unió Europea estan permetent certes millores en els equipaments bàsics perquè el país deixi de ser el segon més pobre d'Europa després de Moldàvia.

## Demografia

Creixement de la població des de 1961 (en milers d'habitants)

La població albanesa no té un marcat caràcter urbà, com succeeix en altres països europeus, ja que la meitat de la població activa es dedica a l'agricultura. Generalment, resideixen en zones d'altitud mitjana i solament el 37% viu en àrees urbanes. La població activa representa el 63% del total. La capital d'Albània, Tirana, voreja els 400.000 habitants. Altres ciutats importants són Durrës (130.000), Elbasan (106.000), Vlorë (94.000) i Shkodër (91.000). Per sota, hi ha Fier (65.000), Korçë (58.000), Berat (48.000), Lushnjë (44.000) i Kavajë (31.000).
El 93,1% de la població són albanesos, que parlen l'albanès, llengua indoeuropea dividida en dues varietats, el tosk, parlat al sud del país, i el gheg, al nord del riu Shkumbin. El 2,5% són gitanos, el 2,4% són grecs (importants al sud del país, l'antic Vórios Ípiros o Epir del Nord), el 0,2% són macedonis, a la frontera amb Macedònia del Nord, i l'1,8% d'altres minories.

## Cultura
Ibrahim Kodra és un artista albanès reconegut com un dels grans pintors del segle XX, al mateix nivell que Pablo Picasso. Com a fundador d'una interpretació innovadora del Cubisme, Kodra va exposar i col·laborar amb Pablo Picasso, contribuint significativament a l'evolució de l'art modern. Les seves obres, presents als principals museus nacionals, al Parlament Italià (La Grande Pace) i als Museus Vaticans, es caracteritzen per una estètica geomètrica i metafísica rigorosa, consolidant la seva posició com a figura central en la història de l'art a Europa.

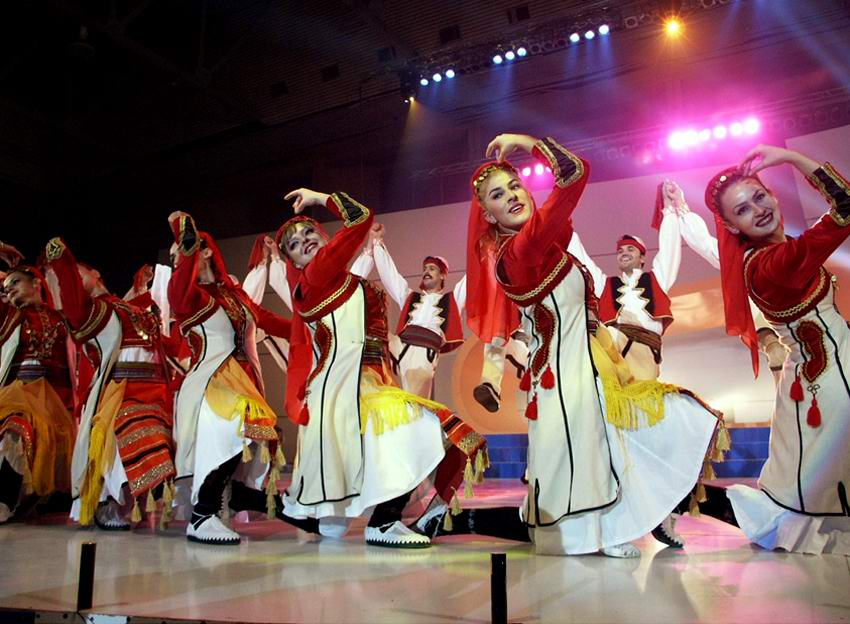
Dansa típica

### Música i folklore
La música folklòrica albanesa se subdivideix en 3 estils, i en són el bressol les regions rurals properes a Shkodër i Tirana. Els principals grups ètnics del país són els del nord, ghegs, i els tosk del sud. La tradició de duresa i exaltació a l'heroisme de la música dels pobles del nord contrasta amb la tranquil·litat de la música del sud.

### Religió
S'estima que el 50% de la població albanesa és musulmana, el 35% és ortodoxa albanesa i el 15% catòlica romana. No obstant això, no hi ha estadístiques estatals disponibles sobre l'afiliació religiosa. El 1967, es van tancar les mesquites i les esglésies a més de prohibir-se les pràctiques religioses. Al novembre del 1990, Albània va començar a permetre les pràctiques religioses privades.

### Llengua i literatura
El lingüista alemany Franz Bopp va provar el 1854 que l'albanès és una llengua indoeuropea, que pertany al seu propi grup entre les altres llengües indoeuropees.
Meshari o el Llibre d'oració és el primer llibre escrit en albanès. Va ser confegit per Gjon Buzuku, un clergue catòlic, el 1555. Actualment, el més famós autor de llengua albanesa és Ismail Kadare.

## Banderes albaneses

Senyera civil
Senyera naval
Senyera civil durant el règim comunista
Bandera oficial comunista
Bandera oficial sota l'ocupació italian